# Чемшироцветни
Чемшироцветни (Buxales) са малък разред покритосеменни еудикотни растения, признат за първи път от системата APG IV от 2016 г. Разредът включва семейство Buxaceae; семействата Didymelaceae и Haptanthaceae също могат да бъдат признати като отделни семейства от този разред или могат да бъдат включени в Buxaceae. Много членове на разреда са вечнозелени храсти или дървета, въпреки че някои са тревисти многогодишни растения.

## Описание
Чемшироцветните имат относително малко очевидни общи характеристики, които ги отличават от сродни групи растения (т.е. малко очевидни синапоморфии). Една такава характеристика е наличието на определен вид алкалоид или псевдоалкалоид, прегнанови стероиди. Те имат отделни „мъжки“ (тичинкови) и „женски“ (карпелни) цветове, предимно на едно и също растение (т.е. предимно са еднодомни). Цветовете са малки, под 7 мм напречно. Други характеристики, общи за разреда, включват листа с цели (неназъбени) ръбове, цветове, подредени в гроздовидни съцветия, малки стилове, способни да приемат прашец по цялата си дължина, вместо да имат отделно близалце, една до две яйцеклетки на плодник и семена с обвивки, съставен от няколко клетъчни слоя.
Didymeles, единственият род в семейство Didymelaceae, се състои от два вида вечнозелени дървета, срещащи се само в Мадагаскар. Те са двудомни, т.е. с тичинкови и плодолистовидни цветове на отделни растения. Buxaceae (включително Haptanthaceae) е по-разнообразно семейство, включващо пет или шест рода, общо около 115 вида, и се среща в повечето умерени и тропически райони на света. Повечето видове са вечнозелени храсти или малки дървета, но някои (като тези на Pachysandra) са тревисти многогодишни растения.

## Таксономия
В системата APG III от 2009 г. разредът включва две семейства, Buxaceae и Haptanthaceae. За разлика от предишните класификации (включително системата APG II от 2003 г.), APG III не признава семейството Didymelaceae, а включва род Didymeles в Buxaceae. Последващи изследвания, публикувани през 2011 г., предполагат, че Haptanthaceae са част от Buxaceae, вероятно като сестрин род на Чемшир (Buxus). В системата APG IV от 2016 г., както и според последната класификация на Групата по филогения на покритосеменните, актуализирана на официалния ѝ сайт към септември 2021 г., Haptanthaceae е включена в Buxaceae и разредът включва само семейство Buxaceae.

### Родове
Didymelaceae или Buxaceae
- Didymeles Thouars

Buxaceae
- Buxus L. (включително Notobuxus Oliver)
- Pachysandra Michx.
- Sarcococca Lindl.
- Styloceras Kunth ex A.Juss.

Buxaceae или Haptanthaceae
- Haptanthus Goldberg & C.Nelson

## Употреби
Някои видове Чемироцветни са от икономическо значение или заради дървесината, която произвеждат, или като декоративни растения. Обикновеният чемшир (Buxus sempervirens) и Buxus macowanii произвеждат твърда дървесина, ценена за дърворезба и гравиране. Видовете се използват и като декоративни градински растения и за бонсай. Обикновеният чемшир се използва за жив плет и бордюр. Видовете Pachysandra се използват като почвено покритие. Видовете Sarccocca произвеждат малки, но силно ароматни цветя през зимата.